# Aeroporto de Colinas
O Aeroporto Regional de Colinas é um aeroporto brasileiro que fica localizado no km 7 da rodovia MA-270 no município de Colinas, no Maranhão. Encontra-se a 1156 km de Brasília e a 1964 km de São Paulo (capital). Sua pista possui 1000 metros em asfalto e é sinalizada. 